# Branyiszkó (település)
Branyiszkó (szlovákul: Pod Braniskom) Siroka község része Szlovákiában, az Eperjesi kerület Eperjesi járásában.

## Fekvése
Eperjestől 28 km-re nyugatra, a Branyiszkó-szoros keleti oldalán fekszik. Siroka központjától 3 km-re nyugatra, a 18-as út mentén található.

## Története
A Branyiszkó környékén a 6. században telepedtek meg a szlávok. A magyar honfoglalás után kezdetben a magyar határterülethez tartozott, mely később északra, a Kárpátok vonaláig tolódott. A Branyiszkó-hegység területe a 13. században a szinyei uradalom része. 1210-ben a Bor nembeli Bánk birtoka. 1241-ben a tatárok itt is pusztítottak. 1262-ben a szinyei uradalom a Merse család birtoka lett, akik a 20. századig meg is tartották azt. 1849. február 5-én itt vívta a tavaszi hadjárat egyik győztes csatáját, a branyiszkói ütközetet a honvéd sereg Guyon Richárd ezredes parancsnoksága alatt. 1920 előtt területe Sáros vármegye Kisszebeni járásához tartozott.

## Galéria

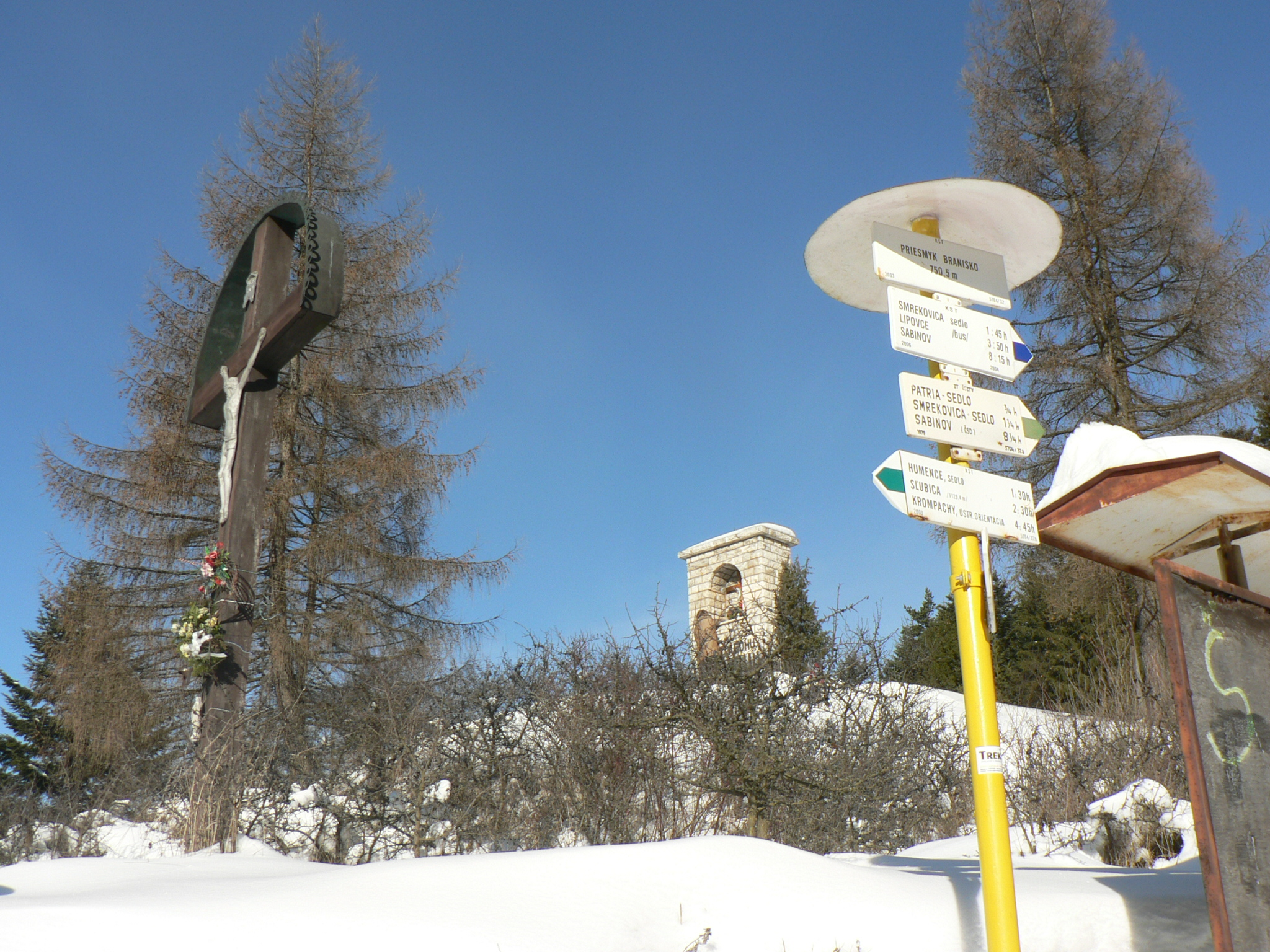
A Branyiszkói-hágó február ötödikén
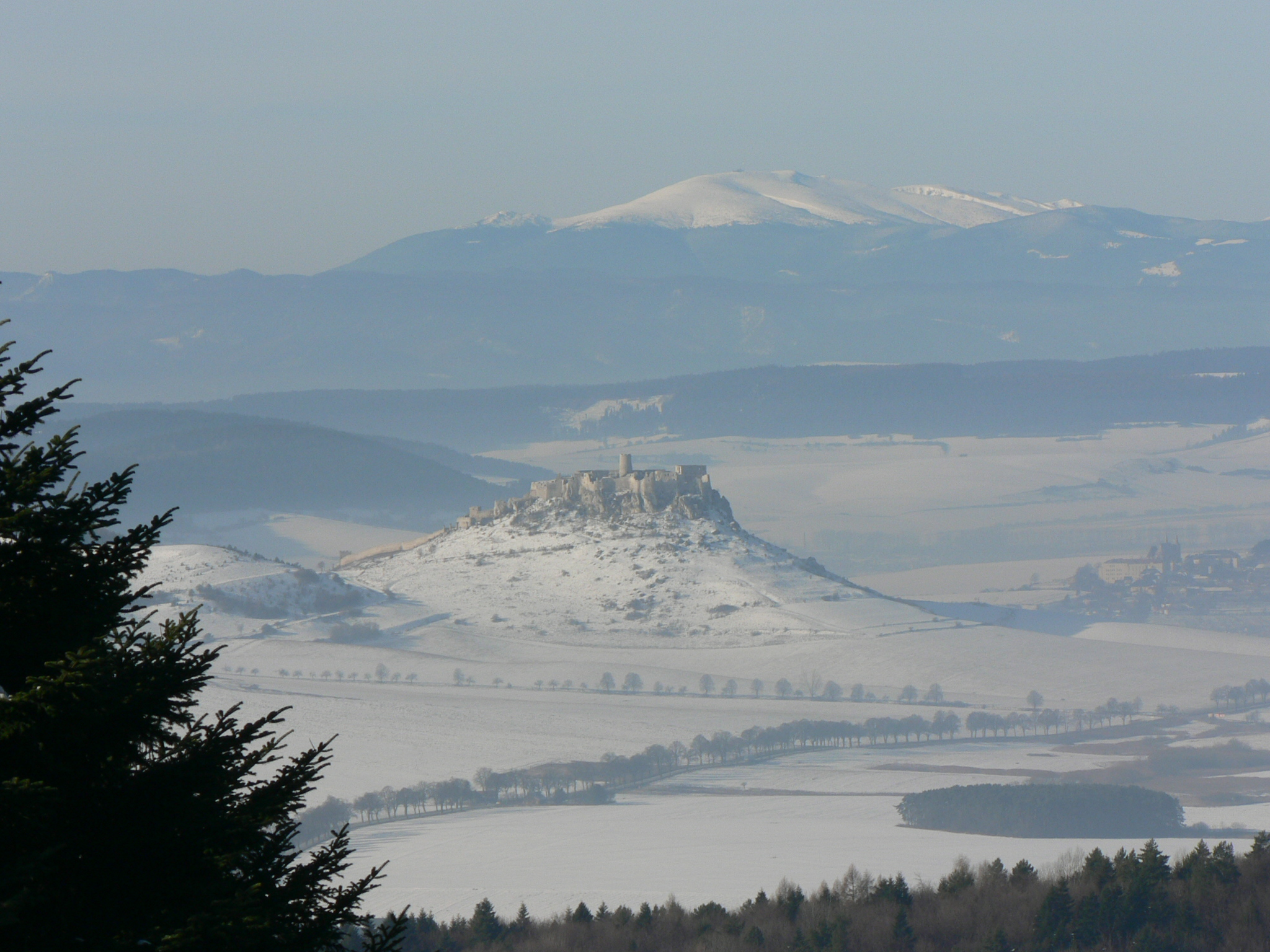
Kilátás a Branyiszkói-hágóról a Szepesi várra
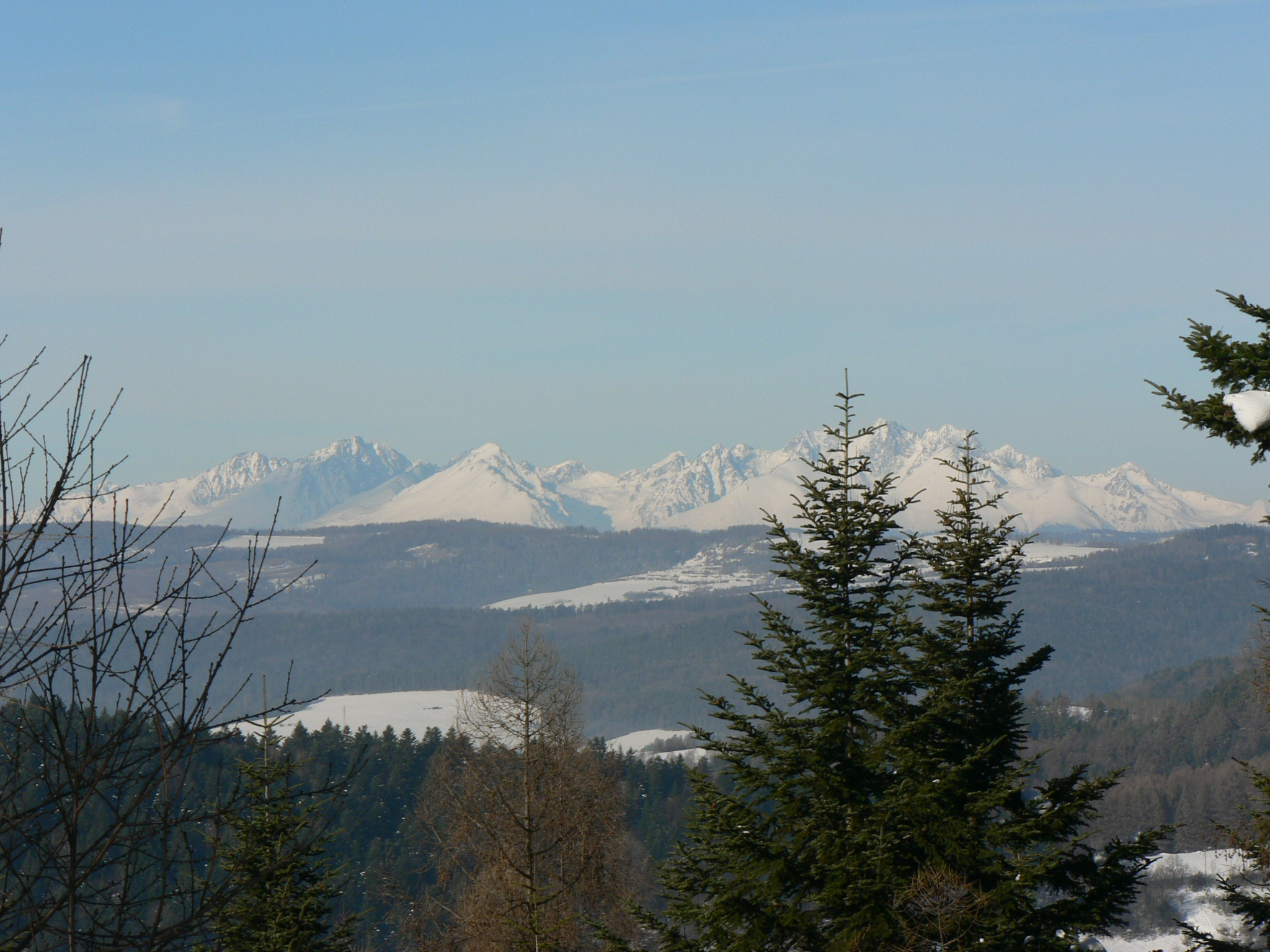
Kilátás a Branyiszkói-hágóról a Tátra csúcsaira
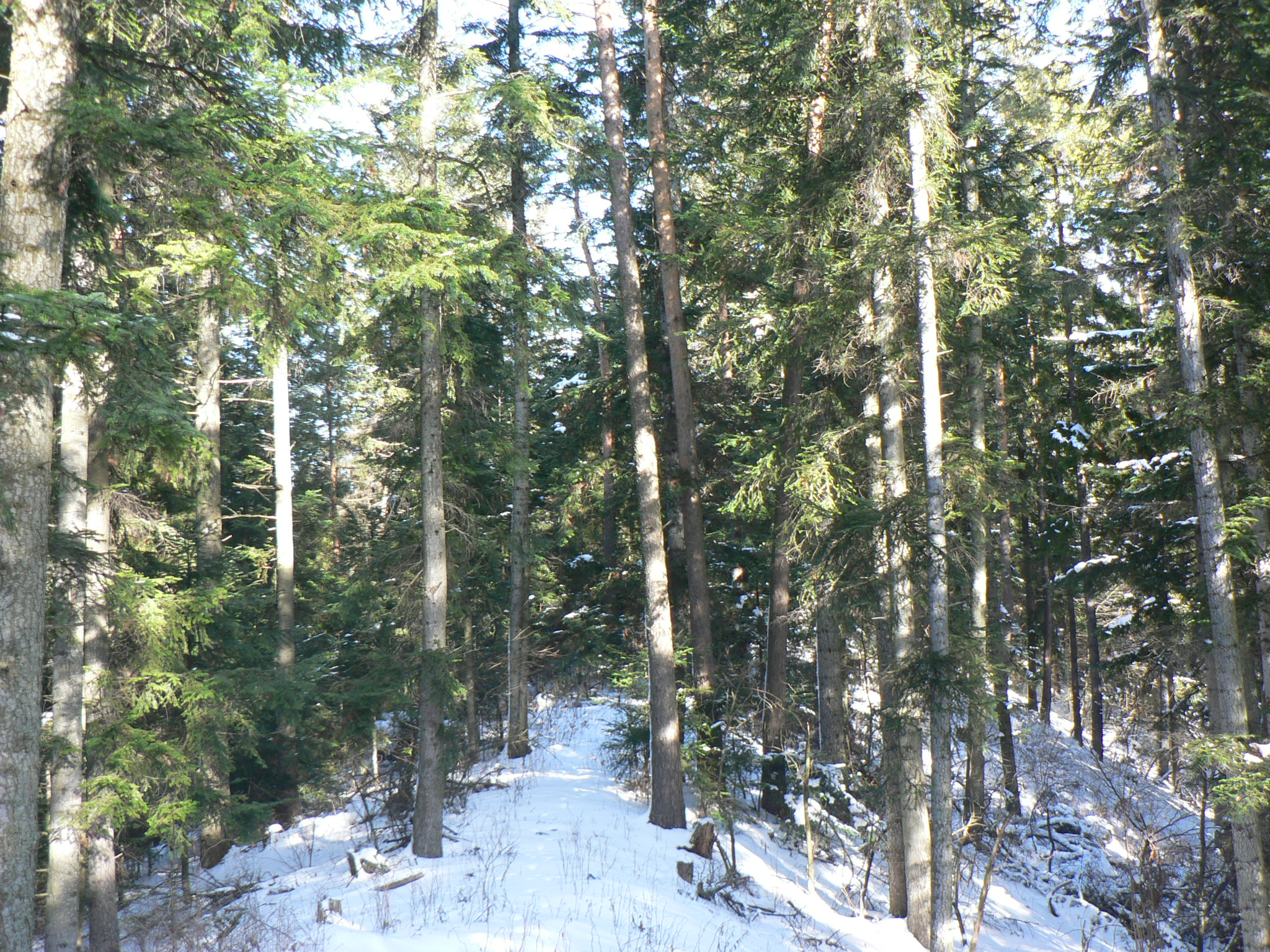
Erdők a Branyiszkói-hágónál

## Lásd még
- Siroka